# Busch (Modellbahnzubehör)
Die Busch GmbH & Co. KG (vormals Busch Modellspielwaren) ist ein deutscher Hersteller und Importeur von Modelleisenbahn- und Modellbau-Zubehör, wozu teilweise auch Auto- und weitere Modelle sowie Spielwaren, Experimentierkästen oder Software zählen und zählten. Neben Firmen wie Noch, Auhagen und Heki – bei der Mikroelektronik heute auch neben Viessmann – gilt es in seinem Segment als einer der führenden Anbieter und ist für sein großes Produktangebot bekannt.

## Geschichte
Das Unternehmen wurde von Ernst Busch am 1. Oktober 1955 in Mannheim gegründet. Zunächst war es in der Herstellung und dem Handel von pyrotechnischen Artikeln tätig. Aufgrund zunehmend strengerer Vorschriften wurde diese Tätigkeit 1957 aufgegeben. Nach der Verlegung nach Viernheim stellte die Firma Kunststoffartikel her. Die Produktion begann mit Eierlöffeln und Teilen für Nähmaschinen für Fremdfirmen.
Da die Produktion für andere Firmen nicht rentabel war, wurden eigene Produkte entwickelt. Erstmals präsentierte Busch auf der Spielwarenmesse 1958 in Nürnberg ein Flugzeugmodell, die ME 109, und entwickelte alsbald weitere Modelle. Zusätzlich wurden Timpo-Figuren aus England vertrieben. Da dies noch keinen nachhaltigen Erfolg versprach, wurde mit dem Zubehör für elektrische Modelleisenbahnen eine Marktlücke gefunden. Die ersten Modellbahn-Zubehör-Artikel waren tiefgezogene Landschaftsteile (1960), Streumaterial, Sand und Kieselsteinchen, eine Miniatur-Wasserpumpe, Schiffsmodelle, H0-Straßenlampen und das H0-Freileitungssystem. 1962 folgten die ersten elektrostatisch beflockten Geländeteile und Geländeteppiche mit Grasimitation. Außerdem gab es für die neu aufkommende Nenngröße N (Maßstab 1:160) ein Gebäude-Bausatz-Programm aus Kunststoff. 1965 wurden erstmals realistisch aussehende Modellbäume mit Stämmen und Ästen von Busch gefertigt, die in Spritzgusstechnik hergestellt wurden. Kurz darauf wurden „Super-Modell-Bäume“ entwickelt, die aus bis zu acht Einzelspritzlingen bestanden.
Auf der Spielwarenmesse 1971 wurde mit „Toporama“ eine Modellbahnlandschaft von der Rolle präsentiert und auch in Zusammenarbeit mit Modellbahnherstellern verkauft. Im gleichen Jahr wurde ein eigenes Grundstück in der Heidelberger Straße in Viernheim erworben, und im Sommer 1973 bezog das Unternehmen das erste eigene Fabrikgebäude. Ab 1972 wurden zudem weitere Produktlinien aufgebaut: Ein Kasperle-Theater aus Kunststoff, Segelflugzeugmodelle und ein Recorder- und Cassetten-Programm für Kinder, ein Tisch-Minigolfspiel sowie 3-D-Poster. 1975 schied die Familie Busch aus dem Unternehmen aus, es wurde von der Familie Vallen übernommen, nachdem sich Hans Vallen, der seit 1956 für Einkauf, Produktentwicklung und Verkauf zuständig war, bereits ab 1966 beteiligt hatte.
Ab 1976 wurden elektronische Experimentierkästen entwickelt und, davon abgeleitet, ab 1977 die ersten Mikroelektronik-Artikel für die Modellbahn auf den Markt gebracht. 1981 wurde der Experimentiercomputer Microtronic vorgestellt. Im nichttechnischen Bereich präsentierte Busch 1976 das damals größte Märchen- und Abenteuerprogramm für Kinder auf Schallplatten und Cassetten mit über 250 Titeln und im Jahr 1977 Stoffpüppchen mit einer zugehörigen Modekollektion.

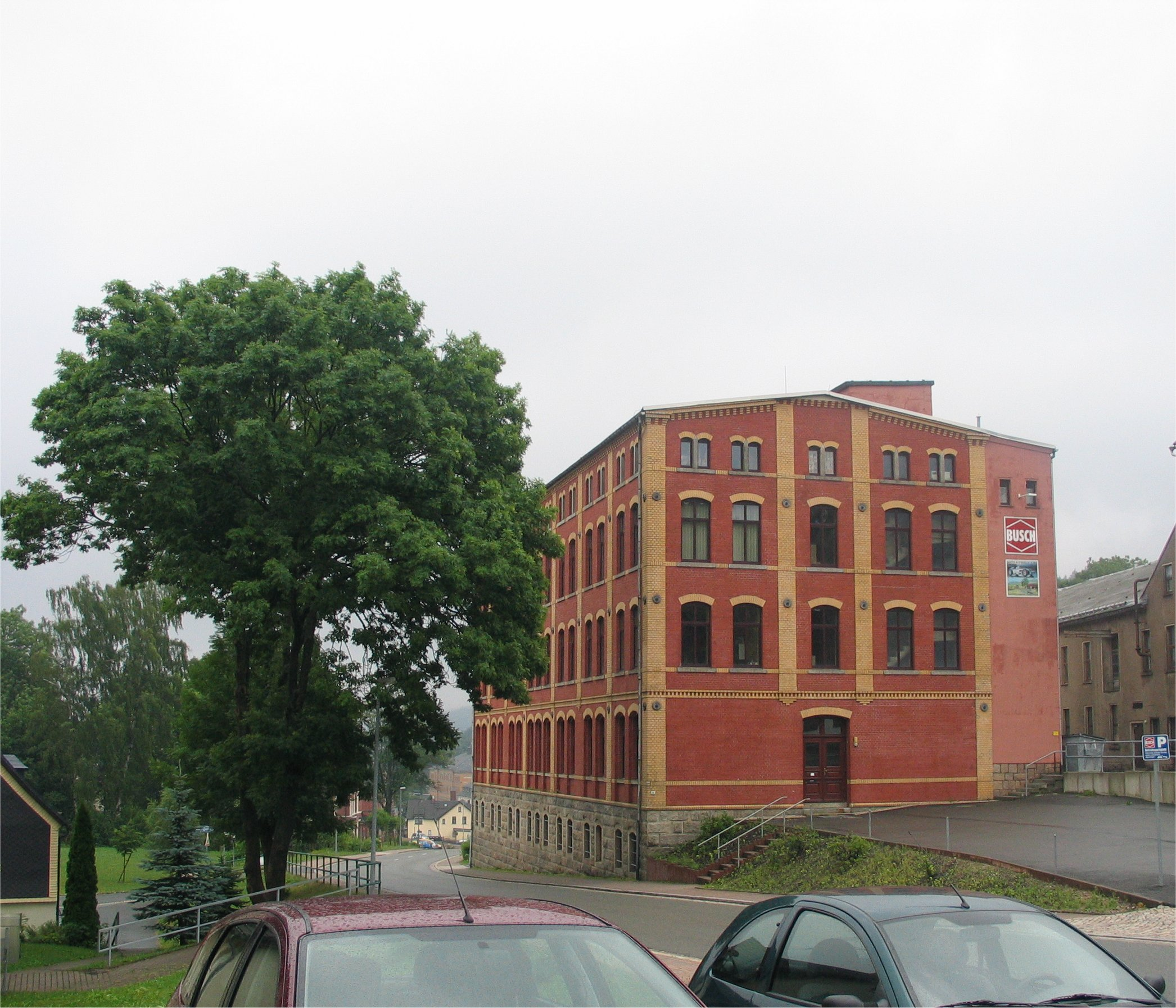
Das Werk in Schönheide

1984 stellte die Firma auf der Spielwarenmesse zu einem damals sehr günstigen Preis unter dem Namen Busch Data-Service ein spezielles Warenwirtschaftssystem für den Spielwarenhandel vor. Inzwischen hat Busch Data nach eigenen Angaben die meisten Computerinstallationen und Kassensysteme im Spielwarenfachhandel. Auch wurde eine Software zur Planung von Modelleisenbahnanlagen, PC-Rail, entwickelt. In den 1980er-Jahren war Busch vor allem im Bereich der Mikroelektronik für Eisenbahnanlagen führend, wobei – statt wie bei anderen Herstellern auf Glühbirnen – für Signale, Ampeln oder Blitzschaltungen auf farbige LEDs gesetzt wurde.
1994 übernahm Busch die in Konkurs gegangene Firma Praliné mit ihrem Modellautoprogramm und lieferte ab dem Sommer des Jahres die ersten Busch-Automodelle 1:87 aus. Nach einem steten Ausbau dieser Modellreihe werden die Straßenfahrzeuge heute im eigenen Zweigbetrieb in Schönheide in Sachsen hergestellt. Dort befindet sich neben einem eigenen Werkzeugbau, einer Kunststoffspritzgießerei und einer Druckerei seit 2008 auch eine Lasercut-Abteilung. Auf letztere Technik setzt der Hersteller als einer der ersten in Deutschland zunehmend für seine Modelle und hat neben der weiterhin hergestellten Mikroelektronik und weiteren Modellbauartikeln in den vergangenen zehn Jahren ein Sortiment an Modellgebäuden aufgebaut.
2012 führt Busch eine Feldbahn in der Spur H0f ein.
Zum 1. Januar 2021 wurden die Gesellschaftsanteile der Familien Vallen und Schumann von der MEG Modelleisenbahn Gesellschaft mbH in Weiden übernommen.

## Produkte
Das Unternehmen ist derzeit in folgenden Bereichen tätig:
- Modellwelten, über 900 Modellbau-Artikel für den Dioramenbau und als Zubehör für Modelleisenbahnen von Streupulver bis zu Elektronikprodukten und Computerprogrammen
- Automodelle, über 400 verschiedene Typen und Varianten in den Maßstäben 1:87 und 1:160
- Sound und Funk, Walkie Talkies, CD- und MP3-Player für Kinder
- Mädchenspielzeug, u. a. Made-by-You-Bastelkollektion, die Kinder dazu animieren soll, selbst etwas herzustellen, das sie im täglichen Leben benutzen können
- Busch Data-Service, Warenwirtschaftssysteme für Spielwaren- und andere Fachgeschäften mit integrierten Kassensystemen und selbst entwickelter Software
- Vertrieb von CDs, DVDs und Spielwaren, über 3000 ausgesuchte Artikel von Kinderhörspiel-CDs und DVD-Videos, Puppen und Puppenkleider von Heless und seit 2019 Lern- und Konstruktionsspielzeug von Engino